# Jiřina Kadlecová
Jiřina Kadlecová (* 1. června 1948 Praha, Československo) je bývalá československá pozemní hokejistka, držitelka stříbrné medaile z olympiády v Moskvě z roku 1980. Hrála za Slavoj Vyšehrad, se kterým se v roce 1970 stala mistryní Československa.